# Anascha
Anascha (ägyptisch Ju-nescha, übersetzt „Hechtkraut-Insel“) ist ein altägyptisches Toponym, welches in mehreren Papyri erwähnt wird. Der Ort wird im Sobek-Hymnus des Papyrus Ramesseum VI, im Papyrus Harris I sowie im Papyrus Wilbour A und B genannt, wobei der Papyrus Ramesseum aus dem Mittleren Reich den ältesten Beleg darstellt. Ortsgottheiten waren Sobek und Hathor, zudem ist ein Tempel des Sobek inschriftlich belegt.
In der Forschung ist über die genaue Lage des Ortes bisher viel spekuliert worden. Hermann Kees vermutete ihn in Mittelägypten auf dem Ostufer des Nils zwischen Scheich Fadl und es-Siririja, wogegen Heinrich Brugsch ihn mit dem antiken Musua identifizierte, das zwischen Speos Artemidos und Hipponon gelegen haben soll. Alan H. Gardiner verlegte ihn auf das Westufer nahe Tehna, Wolfgang Helck sieht seine Lage dagegen südlich von Sako bei Mataiyeh. Rainer Hannig setzt Anascha im Großen Handwörterbuch Ägyptisch-Deutsch mit der modernen Siedlung Nazlat al-Amudain gleich.